# Buzescu
Buzescu è un comune della Romania di 4 488 abitanti, ubicato nel distretto di Teleorman, nella regione storica della Muntenia. 
Buzescu è un comune con un'elevata presenza di Rom ed è infatti piuttosto noto per il buon numero di case costruite nello stile caratteristico di quel popolo.